# Acción Servicio de Reconciliación para la Paz
Acción Servicio de Reconciliación para la Paz (en alemán: Aktion Sühnezeichen Friedensdienste (ASF)) es una organización pacifista alemana cuyo objetivo es confrontar el pasado nazi de Alemania. Fue fundada en 1958 por el sínodo de la Iglesia evangélica en Alemania, gracias a los esfuerzos de Lothar Kreyssig. Tuvo su origen en la necesidad de los alemanes de reconocer su culpa ante el final de la Segunda Guerra Mundial y del nazismo.
Esta organización es conocida especialmente a través de programas de voluntariado internacional y por la organización de campos de trabajo en toda Europa. Cada año, envía cerca de 180 voluntarios a países que sufrieron la ocupación alemana durante la Segunda Guerra Mundial: Bélgica, Francia, Reino Unido, Países Bajos, Rusia, Polonia, República Checa, Bielorrusia y  Ucrania. También trabaja en Israel y Estados Unidos debido a que muchos sobrevivientes del Holocausto residen en estos países.

## Objetivo
Sabiendo que las consecuencias del nacionalsocialismo aún son sentidas y que solo podrán superarse a través de un intenso diálogo, Acción Servicio de Reconciliación para la Paz (ASRP) promueve el entendimiento entre generaciones, culturas, religiones y pueblos. Basada en la fe cristiana, ARSP busca cooperar con todos los que luchan por un mundo más pacífico y justo.
ASRP

## Exintegrantes conocidos
- Gregor Amann, político
- Norbert Boesche, autor
- Jochen Hartloff, ministro de Justicia y defensa del consumidor de Rheinland-Pfalz
- Christoph Heubner, Autor y vicepresidente ejecutivo del International Auschwitz Committee
- Martin H. Jung, teólogo de la Universidad de Osnabrück
- Hans-Peter Kuhnen, arqueólogo de la Universidad de Maguncia
- Hendrik Liersch, autor y editor
- Thomas Lutz, director del Departamento de Memoria, Topographie des Terrors, Berlín
- Kristof Magnusson, autor
- Andreas Maislinger, politólogo austríaco y fundador del Servicio Austriaco en el Extranjero
- Harald Martenstein, periodista de Die Zeit
- Eduard Mühle, historiador
- Thomas Oppermann, político
- Peter Reik, autor
- Joachim Schlör, profesor de la Universidad of Southampton
- Christian Sterzing, político
- Robert Thalheim, director de cine
- Holger Weinert, periodista